# Edoardo Fanucci
Edoardo Fanucci (Pescia, 24 febbraio 1983) è un politico italiano, deputato alla Camera durante la XVII legislatura della Repubblica Italiana.

## Biografia
Nel 2002 si diploma al liceo scientifico "Coluccio Salutati" di Montecatini Terme e nel 2005 consegue, con il massimo dei voti, la laurea triennale in Economia Aziendale a Pistoia – Università degli Studi di Firenze. Nel 2008 si laurea presso la facoltà di Economia e Legislazione per le imprese (indirizzo di specializzazione: fiscalità d'impresa) dell'Università Bocconi di Milano.
È revisore legale dei conti e cultore della materia in Economia Aziendale presso l'Università degli Studi di Napoli "Parthenope".
Alle elezioni comunali in Toscana del 2004 è eletto per la prima volta consigliere comunale di Montecatini Terme nelle file dei Democratici di Sinistra, mentre dal 2009 al 2013 è vicesindaco in quota PD, con deleghe al Bilancio, al Traffico, alle Aziende partecipate e alla Partecipazione.
Nel dicembre del 2012 si candida alle primarie del Partito Democratico per il Parlamento, risultando il secondo candidato più votato in provincia di Pistoia, con 3.302 preferenze e quasi il 30% dei consensi.
Alle elezioni politiche del 2013 è eletto alla Camera dei Deputati nelle liste del PD nella circoscrizione Toscana. È stato membro della Commissione parlamentare Bilancio, di cui, il 21 luglio 2015, è eletto Vice Presidente.
Tra le proposte di legge presentate, si ricorda l'emendamento alla Legge di stabilità del Governo Letta, "Destinazione Italia", il quale prevede la cosiddetta "web tax".
Alle elezioni primarie del PD del 2017 ha sostenuto la mozione di Matteo Renzi, segretario uscente ed ex presidente del Consiglio, entrando a far parte della Direzione nazionale del PD.
Alle elezioni politiche del 2018 viene ricandidato alla Camera nel collegio uninominale Toscana - 06 (Pistoia), sostenuto dalla coalizione di centro-sinistra in quota PD, ottenendo il 31,22% dei voti e venendo sconfitto dal candidato del centro-destra, in quota Lega, Maurizio Carrara (37,27%), risultando non rieletto.
Alle elezioni comunali in Toscana del 2019, che vedono la sconfitta della coalizione di centrosinistra, viene eletto nuovamente consigliere comunale di Montecatini Terme per il PD. Nel corso del mandato passa a Italia Viva, diventandone capogruppo in consiglio comunale.
A novembre 2020 viene nominato presidente e amministratore delegato di SIN S.p.A., controllata dall'Agenzia per le erogazioni in agricoltura, che si occupa di sviluppare e gestire il sistema informativo agricolo nazionale.
Alle elezioni politiche anticipate del 2022 si candida per la terza volta alla Camera, questa volta per la lista elettorale Azione - Italia Viva nel collegio uninominale Toscana - 06 (Prato), ottenendo il 9,84% dei voti e venendo sconfitto dai candidati del centro-destra, in quota Forza Italia, Erica Mazzetti (40,24%; che viene eletta), del centro-sinistra, in quota PD - Italia Democratica e Progressista, Tommaso Nannicini (33,56%) e del Movimento 5 Stelle Chiara Bartalini (10,61%), risultando ancora una volta non eletto. 
A gennaio 2024 viene proposto per la carica di Direttore Generale di Sviluppo Toscana , società in house della Regione Toscana. La nomina di Fanucci viene meno a seguito di “criticità emerse in merito alla valutazione dei requisiti”, in particolare per quanto riguarda “l’attività manageriale, cioè l’aver svolto un ruolo con carattere gestionale che il candidato non possiede”. 
Alle elezioni comunali del 2024 si candida sindaco per il Comune di Montecatini Terme presentandosi in ticket con l’ex primo cittadino di Alleanza Nazionale Ettore Severi , ma si classifica terzo per 10 voti. A seguito del risultato elettorale, presenta ricorso al Tribunale Amministrativo Regionale (TAR) per la Toscana chiedendo il riconteggio dei voti. Il tribunale si esprime respingendo il ricorso e confermando l’esclusione dal ballottaggio. Fanucci, dunque, resta consigliere comunale di minoranza come nel precedente mandato.